# Ricard Robles
Ricard Robles (Esparraguera, 1965) és conegut per ser Fundador i codirector del festival Sónar. Periodista codirector d'Advanced Music, l'empresa organitzadora del festival Sónar i responsable de l'àrea de comunicació i del patrocini del festival. Ha estat també vinculat al món de la ràdio i de la premsa musical i ha treballat i col·laborat en diversos mitjans de comunicació. Juntament amb els seus socis Enric Palau i Sergio Caballero, crea l'any 1994 el Festival de Música Avançada i Art Multimèdia de Barcelona, actualment el Sónar, que s'ha convertit en un esdeveniment de referència mundial amb seus a Barcelona, Tòquio, Londres i São Paulo.